# Citharexylum mocinoi
Citharexylum mocinoi là một loài thực vật có hoa trong họ Cỏ roi ngựa. Loài này được D.Don mô tả khoa học đầu tiên năm 1831.